# Rosa ecae
Rosa ecae är en rosväxtart som beskrevs av James Edward Tierney Aitchison. Rosa ecae ingår i släktet rosor, och familjen rosväxter.

## Underarter
Arten delas in i följande underarter:
- R. e. primula
- R. e. pubescens
- R. e. plena